# Musée de la Vie Rurale
Het Musée de la Vie Rurale (Museum van het plattelandsleven) is een museum in de gemeente Steenwerk in het het Franse Noorderdepartement.

## Geschiedenis
In 1980 werd het initiatief genomen om de ambachtelijke werktuigen te verzamelen die in onbruik waren geraakt, maar die een grote stempel drukten op het leven van het dorp. In 1984 werd begonnen met de restauratie van de Ferme Brame en de duizenden objecten werden er op hun plaats gebracht. In 1987 werd het museum geopend en in 1999 werd de 100.000ste bezoeker verwelkomd.

## Gebouw
De Ferme Brame is een vijfhoekig boerderijcomplex dat in 1747 al bestond maar werd verwoest tijdens de Eerste Wereldoorlog, om in 1922 te worden herbouwd. Oorspronkelijk was het, tot de Franse Revolutie, in bezit van de kartuizers van La Boutellerie te Fleurbaix, welke het terrein in de tweede helft van de 17e eeuw verwierven.

## Activiteiten
De collectie omvat met name de periode van 1850-1950. De ambachten omvatten de bewerking van hout, ijzer en leder; textiel, kant en touw; winkeliers en hun activiteiten; landbouw, keramiek en dergelijke. Deze ambachten worden ook gedemonstreerd. Daarnaast de activiteiten waarbij paarden betrokken waren, oude spellen, kookkunst en dergelijke.
Daarnaast zijn er tal van activiteiten en er zijn wisselende tentoonstellingen.